# Abrawayaomys ruschii
Abrawayaomys ruschii es una especie de roedor de la familia Cricetidae.

## Distribución geográfica
Se encuentra en Argentina y Brasil. 